# Moussa Touré

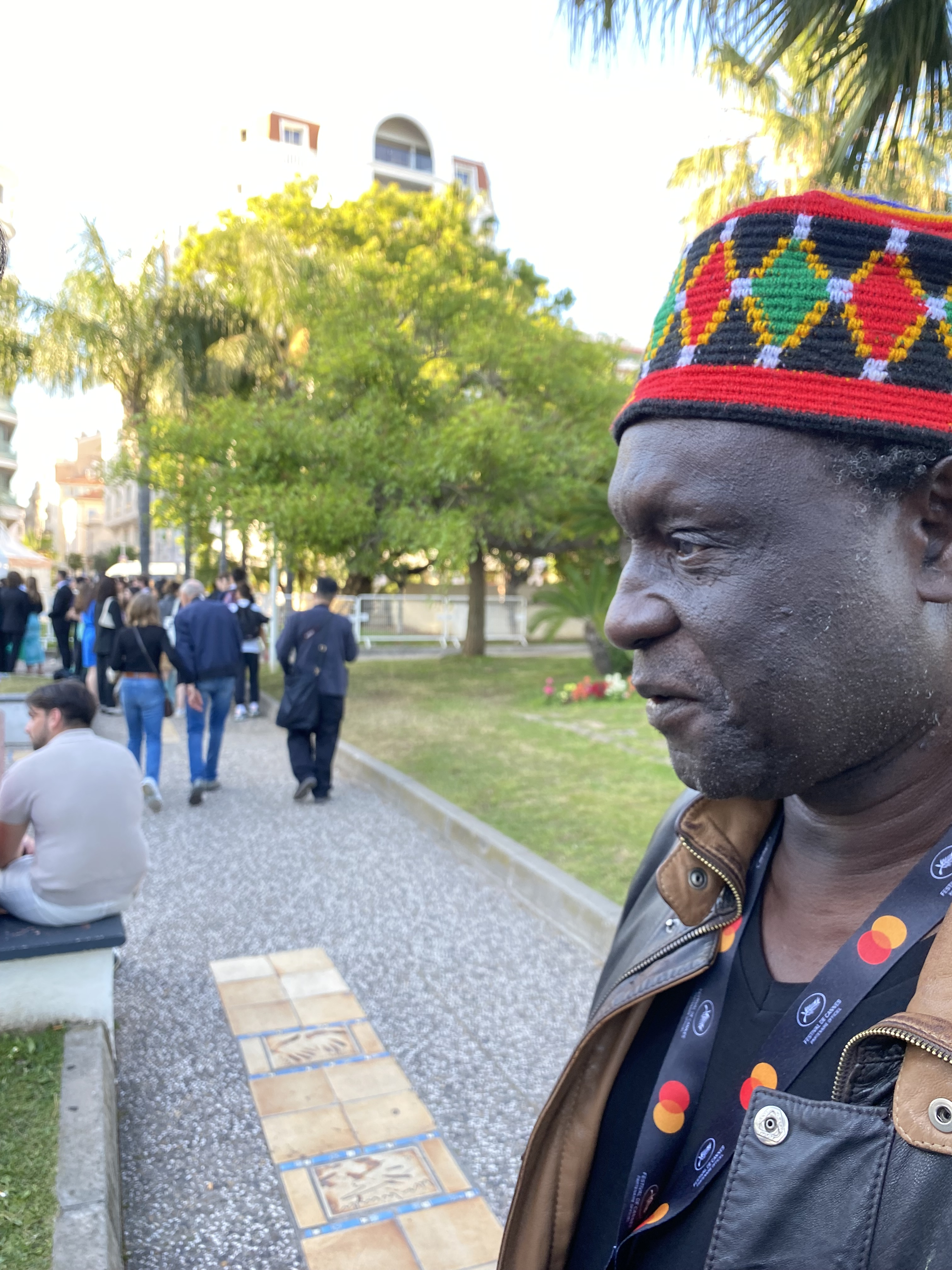
Moussa Touré in Cannes (2024)

Moussa Touré (* 1958 in Dakar, Senegal) ist ein senegalesischer Filmregisseur, Drehbuchautor und Filmproduzent.

## Leben
Touré begann sehr jung als Helfer und Elektriker bei Filmproduktionen. Sein erster Kurzfilm Baram erschien 1987; im selben Jahr gründete er seine eigene Filmproduktionsgesellschaft, Les Films du Crocodile (Dakar). Tourés erster Langfilm Toubab Bi aus dem Jahr 1991 wurde mehrfach ausgezeichnet. Er gewann 1998 mit seinem Film TGV Express – Der schnellste Bus nach Conakry den Publikumspreis des Internationalen Filmfestivals Mannheim-Heidelberg. Mit den Erlösen aus den Filmproduktionen konnte er danach seine Dokumentarfilme herstellen. 5 x 5 aus dem Jahr 2004 ist ein Film über ein senegalesisches Familienleben, während der Dokumentarfilm Nosaltres von zwei afrikanischen Bevölkerungsgruppen, die sich gegenseitig ignorieren, erzählt. Die 2012 erschienene französisch-senegalesisch-deutsche Koproduktion Die Piroge lief im Rahmen der Filmreihe Un certain regard der Internationalen Filmfestspiele von Cannes 2012 und wurde am 24. Juni 2015 vom deutsch-französischen Fernsehsender arte ausgestrahlt. Bis heute hat Touré ein Dutzend Filme produziert und spielte selbst eine kleine Rolle in dem französischen Film Launen eines Flusses von Bernard Giraudeau.
Touré ist der Gründer des Filmfestivals Moussa invite in Rufisque im Senegal, welches die Verbreitung von afrikanischen Dokumentarfilmen unterstützt. Im Jahr 2011 wurde er zum Präsidenten der Jury für Dokumentarfilme beim Festival panafricain du Cinéma de Ouagadougou FESPACO gewählt. Er war 2014 Jurymitglied der Filmreihe Un certain regard während der Internationalen Filmfestspiele von Cannes.

## Filmographie
- 1987: Baram (Kurzfilm)
- 1991: Toubab Bi[2]
- 1996: Launen eines Flusses (Les caprices d’un fleuve) (als Darsteller)
- 1997: TGV Express – Der schnellste Bus nach Conakry (TGV)[3]
- 2004: 5 × 5
- 2006: Nosaltres (Dokumentarfilm)
- 2012: Die Piroge (La pirogue)[4]

## Auszeichnungen
- 1999: Publikumspreis für TGV Express – Der schnellste Bus nach Conakry beim 9. Festival des afrikanischen Films in Mailand
- 2012: Nominierung Prix Un certain regard, Cannes 2012, für Die Piroge
- 2012: ARRI/Osram Award, Filmfest München für Die Piroge
- 2013: Prix Lumière, Bester französischsprachiger Film, für Die Piroge